# آنالیز تابعی غیرخطی

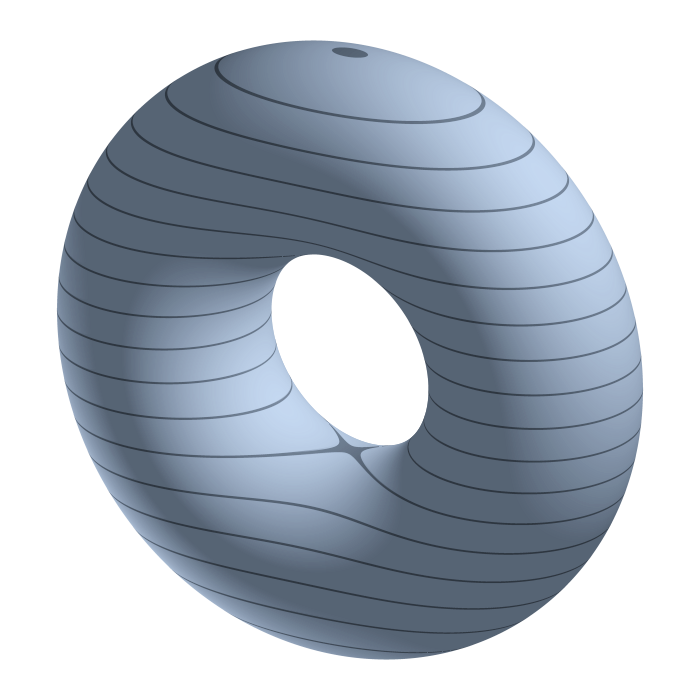
نظریه مورس شاخه‌ای از تحلیل تابعی غیرخطی است.

آنالیز تابعی غیرخطی (به انگلیسی: Nonlinear functional analysis) یا تحلیل تابعی غیرخطی شاخه‌ای از آنالیز ریاضی است که به نگاشت غیرخطی می‌پردازد.

## موضوعات
موضوع آن عبارت است از:: ۱–۲ 
- تعمیم حساب دیفرانسیل و انتگرال به فضاهای باناخ
- قضایای تابع ضمنی
- قضایای نقطه ثابت (قضیه نقطه ثابت بروور، قضایای نقطه ثابت در فضاهای بی‌نهایت‌بُعدی، نظریه درجه توپولوژیکی، قضیه جدایش جردن، قضیه نقطه ثابت لیفشیتز)
- نظریه مورس و نظریه رسته لوسترنیک-شنیرلمن
- روش‌های نظریه توابع مختلط

## یادداشت
1. ↑  Schwartz, Jacob T. (1969). Non-Linear Functional Analysis. New York: Gordon & Breach Science Pub. ISBN 978-0-677-01505-7.